# Fokker C.V
Fokker C.V (udtalt "C fem") var et hollandsk let rekognoscerings- og bombefly fremstillet af Fokker. Det blev udviklet af Anthony Fokker, og seriefremstilling begyndte i 1924 hos Fokker i Amsterdam.

## Udvikling
Fokker C.V blev udviklet i begyndelsen af 1920'erne af Anthony Fokker. Flyet var tænkt som et tosædet rekognoscerings- og bombefly. Ved fremvisningen i 1924 fandtes det i forskellige varianter; kunderne kunne vælge mellem fem forskellige vingekonstruktioner (med forskelligt vingespand). Flyets stjernemotor kunne yde mellem 336 og 723 kW (450-970 hk). Landingsstellet kunne enten være hjul eller pontoner. Flyet blev en eksportsucces for Fokker; det blev solgt og/eller licensproduceret i Bolivia, Kina, Danmark, Finland, Ungarn, Italien, Japan, Holland, Norge, Schweiz, Sovjetunionen og USA. Sverige købte to varianter af flyet til brug som modeller i licensproduktionen af rekognosceringsvarianten S 6 og kampflyvarianten J 3.

## Operationel historie

### Anvendelse i Finland
Det finske flyvevåben, Suomen ilmavoimat, brugte både C.V-D'er og C.V-E'er. Den første C.V-E blev købt i 1927 og leveret 20. september, og 17. marts 1934 indkøbtes yderligere 13, som blev leveret i vinteren 1935. Under Vinterkrigen donerede Sverige yderligere tre C.V-E'er. Mod slutningen af Nazi-Tysklands invasion af Norge blev to norske C.V-D'er fløjet til Finland, hvor de blev interneret og overtaget af det finske flyvevåben. Flyet blev brugt som rekognoscerings- og let bombefly mellem 20. september 1927 og 14. februar 1945. Under Vinterkrigen fløj de finske C.V'er 151 rekognoscerings- og kampflyvninger uden at lide nogen tab. Under Fortsættelseskrigen fløj de finske C.V'er et ukendt antal flyvninger, og ét fly gik tabt.
| Type  | Antal | Noter                                                                 |
| ----- | ----- | --------------------------------------------------------------------- |
| C.V-E | 1     | Bristol Jupiter-motor; FO-39                                          |
| C.V-E | 13    | Bristol Pegasus-motor; FO-65 til -77                                  |
| C.V-E | 3     | Bristol Mercury-motor, gave fra Sverige; FO-19, -23 & -80             |
| C.V-D | 2     | Armstrong Siddeley Panther-motor, internerede norske fly; FO-65 & -66 |

### Anvendelse i Italien
I Italien blev Fokker C.V-E licensproduceret under navnet Romeo Ro.1 af OFM (Officine Ferroviarie Meridionali), senere IMAM (Industrie Meccaniche e Aeronautiche Meridionali), fra 1927. Det blev brugt af Regio Esercitos (den Kongelige Italienske Hærs) flyverkorps som et observations- og luft-til-jord-kampfly. Det var et populært fly på det civile marked og blev udpeget af luftmarskal Italo Balbo som overlegent i forhold til de italienske fly Breda A.7 og Ansaldo A.120. Romeo Ro.1 kom i tjeneste i 1927 og blev brugt mod oprørere i Libyen (på det tidspunkt en italiensk koloni). Det blev brugt til både rekognoscering og lette angreb. Det kunne konverteres til en tresædet maskine, et let kampfly (med to maskingeværer) eller et langdistancefly med en ekstra brændstoftank, der øgede udholdenheden fra fem til tolv timer. Sidstnævnte variant havde en 410 kW (550 hk) motor i stedet for en 321 kW (430 hk) motor og fremstilledes i 456 eksempler frem til 1934, men var forældet og for langsom i forhold til standarderne i midt-1930'erne. Skønt det kun var et militært rekognosceringsfly, havde det en kraftig motor og god ydeevne. I 1933 havde den italienske hær 40 eskadriller med hver syv fly, med en hovedstyrke bestående af 238 Ro.1'er. Det var det talstærkeste italienske fly i den anden italiensk-abessinske krig.

### Anvendelse i Norge
Den norske hærs flyvevåben (hærens flyvåpen) indkøbte sine første fem C.V-E'er i 1926. Den oprindelige købsaftale med Fokker indebar rettigheder til licensproduktion, og i perioden 1929-31 blev der fremstillet 15 C.V-E'er på hærens flyvevåbens fabrik i Kjeller, Østlandet. Efter produktionen af C.V-E'er sluttede, blev der fremstillet 28 C.V-D'er mellem 1932 og 1939. Hærens flyvevåben rådede i alt over 48 Fokker C.V'er, hvoraf 43 var blevet licensproduceret i Norge. Da Nazi-Tyskland invaderede Norge 9. april 1940, var der stadig 42 Fokker C.V'er i norsk tjeneste. C.V'erne var spredt ud over baser forskellige steder i landet og blev hovedsageligt brugt som rekognoscerings- og lette bombefly. Skønt flyene var forældede, gjorde de massiv og succesfuld tjeneste som bombefly under krigen i Norge april-juni 1940, hvor de bl.a. ydede støtte til norske landtropper i kampene om Narvik.

### Anvendelse i Holland
Fokker C.V blev brugt af den hollandske Luchtvaartafdeeling (forløberen for Koninklijke Luchtmacht), MLD (Marine Luchtvaartdienst) og ML-KNIL (Militaire Luchtvaart van het Koninklijk Nederlandsch-Indisch Leger). Mellem 1926 og 1934 blev der produceret 67 eksemplarer til Luchtvaartafdeling. Ved Nazi-Tysklands angreb på Holland 10. maj 1940 var der stadig 28 kampklare Fokker C.V'er. De blev brugt med succes til rekognoscerings- og bombemissioner, under hvilke flyene fløj i lav højde ("nap of the earth" eller på nederlandsk "huisje-boompje-beestje", direkte oversat "hus-træ-dyr").

### Anvendelse i Sverige
I 1927 indkøbte det svenske flyvevåben to C.V-D'er (J 3) og to C.V-E'er (S 6) til brug som modeller til licensproduktion hos Centrala Verkstaden Malmslätt (CVM). De fire fly blev fløjet til Sverige i 1928. Der blev indkøbt yderligere fire C.V-E'er og seks C.V-D'er. Det var oprindeligt meningen, at den mindre D-variant skulle bruges som kampfly, mens E-varianten skulle bruges som rekognosceringsfly. I 1929 stod det imidlertid klart, at D-varianten ikke egnede sig som kampfly, og syv C.V-D'er, som var blevet bestilt hos CVM, blev ombygget til C.V-E'er; disse blev dog i begyndelsen fortsat betegnet J 3B.
I 1931 blev J 3B'erne omdøbt til S 6, og J3'erne og J 3A'erne blev omdøbt til S 6A. Ti C.V-E'er med Nohab My VI-motorer i stedet for Jupiter VI-motorer blev tildelt betegnelsen S 6B.
S 6'eren blev det primære forbindelsesfly i det svenske flyvevåben. Det blev brugt til at opdage brande, optage luftfotos og til forbindelsesopgaver sammen med hæren. Ved 2. verdenskrigs udbrud var der 36 Fokker C.V'er i aktiv tjeneste. De forblev i tjeneste frem til 1942, da de blev erstattet af Saab 17. CVM fremstillede 17 S 6'ere mellem 1929 og 1932. Nogle fik påmonteret pontoner og betegnet S 6H.
I 1945 solgte det svenske flyvevåben tre S 6'ere til Svensk Flygtjänst. I 1947 blev yderligere to solgt til Skåneflyg. Én er bevaret og er udstillet på det svenske Flygvapenmuseum.
I 1928 kom den svenske løjtnant Einar Lundborg den italienske ingeniør og polarforsker Umberto Nobile til undsætning i en S 6B med påmonterede ski; Nobile var strandet på pakisen nord for Spitsbergen, efter hans luftskib Italia var havareret på vej til Nordpolen.
| Navn    | Navn         | Antal | Noter                                                                      |
| Sverige | Holland      | Antal | Noter                                                                      |
| ------- | ------------ | ----- | -------------------------------------------------------------------------- |
| S 6     | Fokker C.V-E | 30    | 6 Fokker C.V-E og 24 CVM Fokker C.V-E'er, Jupiter VI-motor 336 kW (450 hk) |
| S 6A    | Fokker C.V-E | 8     | 7 Fokker C.V-E og 1 CVM Fokker C.V-E, Jupiter VI-motor 336 kW (450 hk)     |
| S 6B    | CVM C.V-E    | 10    | 1934-45, NOHAB My VI-motor 447 kW (600 hk)                                 |
| S 6H    | C.V-E        | ?     | CVM Fokker C.V-E (Hydro) med pontoner                                      |
| J 3     | Fokker C.V-D | 2     | 1927-30, betegnelse ændret til S 6A i 1931                                 |
| J 3A    | Fokker C.V-D | 6     | 1929-30, betegnelse ændret til S 6A i 1931                                 |
| J 3B    | CVM C.V-D    | 6     | 1930-45, betegnelse ændret til S 6 i 1931                                  |

### Anvendelse i Schweiz
Efter prøveflyvninger i 1927 besluttede de schweiziske myndigheder at få licensproduceret 48 Fokker C.V-E'er i Schweiz til brug i det schweiziske flyvevåben. Der blev bygget 24 fly hos K+W Thun og 24 hos Doflug Altenrhein. Flyet var i tjeneste fra 1933 til 1940 og var bevæbnet med bomber, to maskingeværer betjent af piloten og et dobbelt maskingevær betjent af navigatøren. Efter at være blevet trukket ud af frontlinjetjeneste blev C.V'erne brugt som træningsfly af det schweiziske flyvevåben frem til 1954.

### Luftwaffe-C.V-E'er
Under Danmarks besættelse beslaglagde den tyske besættelsesmagt et antal danske Fokker C.V-E'er. Nogle af disse fly blev brugt af frivillige estiske piloter i Luftwaffes Nachtschlachtgruppe 11 ved Rakhla i 1944. Nachtschlachtgruppe 11 brugte sine C.V-E'er på østfronten til natlige angreb på de russiske frontlinjer. Angrebene blev foretaget som modreaktion på Natteheksenes angreb udført med sovjetiske lette fly som Po-2. To af C.V-E'erne fra Nachtschlachtgruppe 11 blev fløjet til Sverige i oktober 1944 af fire estiske desertører; i 1947 gav Sverige det ene af flyene tilbage til Danmark.

## Varianter
C.V-A(eller C.Va): rekognosceringsfly.
C.V-B(eller C.Vb): strategisk rekognosceringsfly; 18 produceret.
C.V-C(eller C.Vc): luft-til-jord-angrebs- og støttefly. Brugere: Holland 6, Bolivia 5.
C.V-D(eller C.Vd): rekognoscerings-, bombe- og eskortefly. Brugere: Finland 2, Danmark 49, Ungarn 68 (D'er og E'er), Holland 119 (VI'er, D'er og C'er), Norge 27, Sverige 2, Schweiz 3, Tyskland 15 (D'er og E'er).
C.V-E(eller C.Ve): let bombefly. Brugere: Finland 17, Danmark 31, Ungarn 68 (D'er og E'er), Holland 18, KNIL (Kongelige Nederlandske Ostindiske Hær) 20, Tyskland 15 (D'er og E'er), Norge 46, Sverige 51, Schweiz 61.
C.V-WC.V-C ombygget til vandfly; 1 produceret.
C.VIRekognosceringsfly med Hispano-Suiza-motor; 33 ombygget fra C.V-D.
C.IXStrategisk rekognosceringsvariant af C.V-E med Hispano-Suiza 12N-motor; 5 produceret i Holland, 1 eksporteret til Schweiz.
IMAM Ro.1og Ro.1-bis – italiensk licensproduceret let bombervariant; 349 produceret.
Manfred Weiss WM-9 BudapestUngarsk licensproduceret Fokker C.V-E.
Manfred Weiss WM-11 BudapestUngarsk licensproduceret Fokker C.V-D.
Manfred Weiss WM-14 BudapestUngarsk licensproduceret Fokker C.V-D.
Manfred Weiss WM-16 Budapest
WM-16A med 410 kW (550 hk) Gnome-Rhône 9K Mistral-motor; 9 produceret.
WM-16B med 641,3 kW (860 hk) Gnome-Rhône 14K Mistral Major; 9 produceret.
Manfred Weiss WM-21 SólyomOpgradering af WM-16.

## Operatører
Bolivia
- Fuerza Aérea Boliviana

 Republikken Kina
- Zhōnghuá Mínguó Kōngjūn

 Danmark
- Hærens Flyvertropper

 Finland
- Suomen ilmavoimat

 Nazi-Tyskland
- Luftwaffe

 Italien
- Regia Aeronautica – Ro.1 & Ro.1-bis

 Ungarn
- Magyar Légierő – Det Kongelige Ungarske Flyvevåben brugte sine C.V'er i den slovakisk-ungarske krig 1939.[12]

 Holland
- Koninklijke Luchtmacht
- Militaire Luchtvaart van het Koninklijk Nederlandsch-Indisch Leger
- Marine Luchtvaartdienst

 Norge
- Hærens flyvåpen (1926–1940)

 Sovjetunionen
- Sovjetunionens luftvåben – to fly brugt til tests og prøveflyvninger.

 Sverige
- Flygvapnet – (S 6)

 Schweiz
- Schweiz' luftvåben

 USA
- United States Navy – der blev indkøbt en enkelt Ro.1 til den amerikanske flådes flyverattaché i 1928.[13]